# Paradoxodes macrops
Paradoxodes macrops là một loài bướm đêm trong họ Geometridae.